# Uiwang
Uiwang (în coreeană 의왕시) este un oraș din Coreea de Sud.